# Jerez de la Frontera (stacja kolejowa)
Jerez de la Frontera – stacja kolejowa w Jerez de la Frontera, w Andaluzji, w Hiszpanii. Znajdują się tu 3 perony.